# Hermann Göritz
Hermann Göritz (* 16. September 1902 in Crone an der Brahe, Landkreis Bromberg, Provinz Posen; † 30. Januar 1998 in Potsdam-Bornstedt) war Gärtner und Landschaftsarchitekt.

## Leben

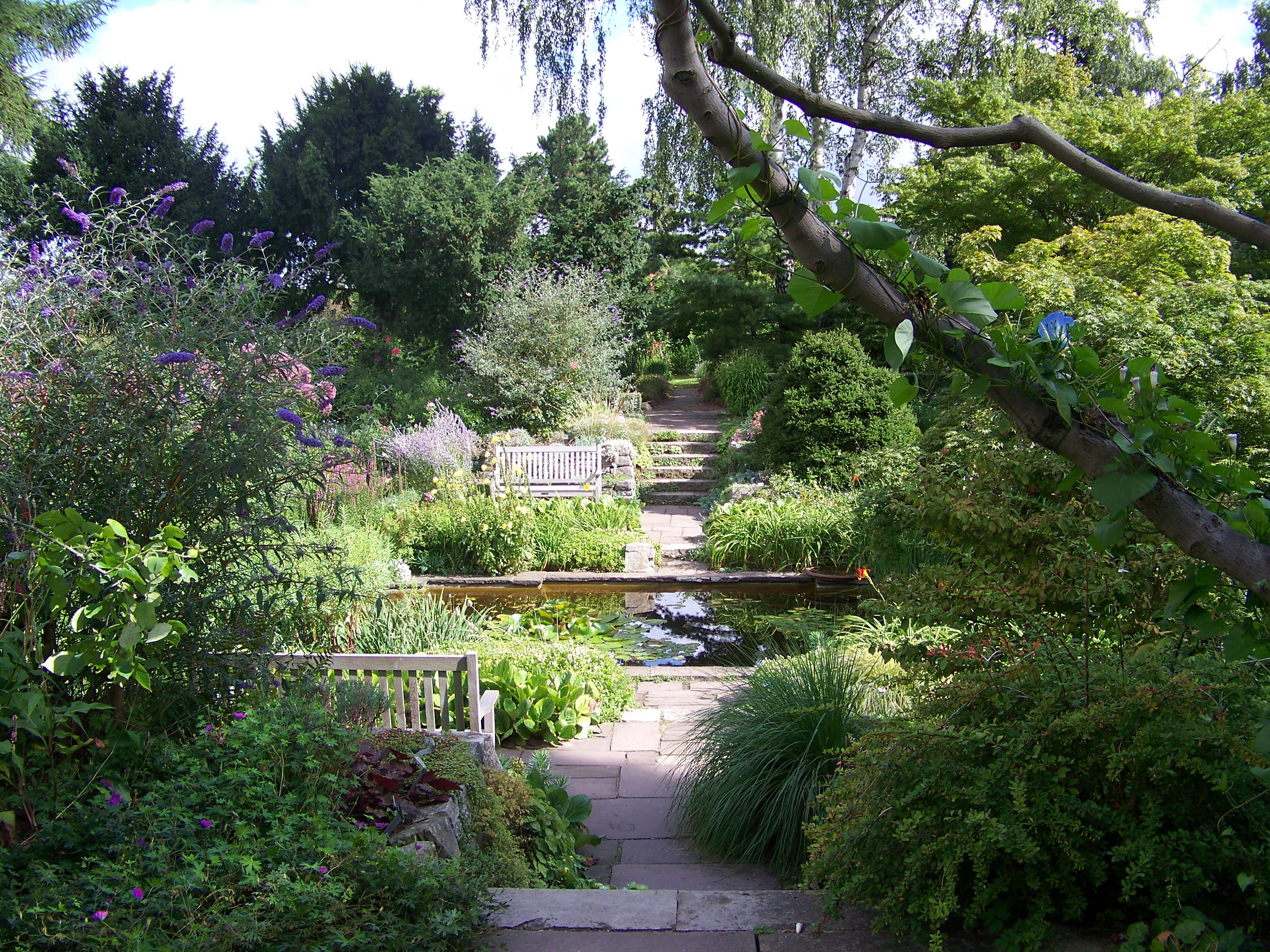
Senkgarten mit Teich im Foerster-Garten (2009)

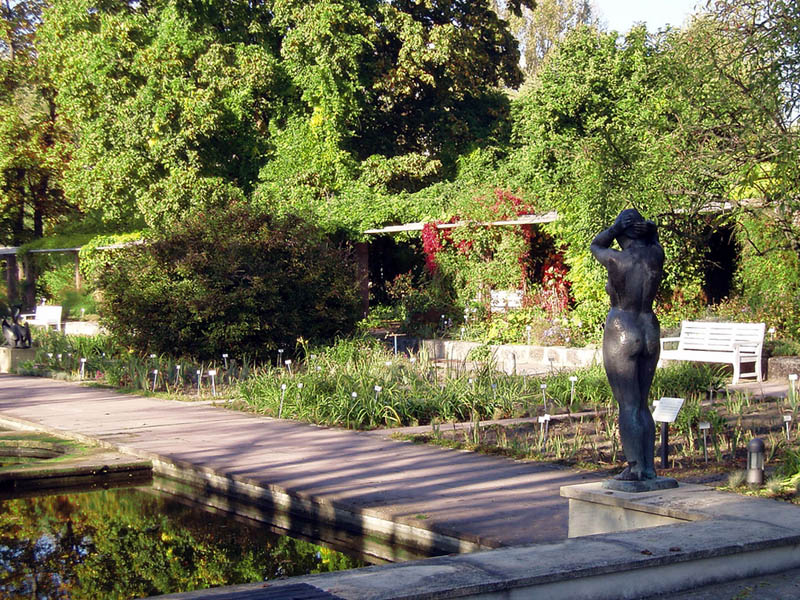
Freundschaftsinsel Teilansicht (2005)

In den Jahren 1921 bis 1923 absolvierte Göritz eine Gärtnerlehre, um im Anschluss zunächst als Gehilfe bei der Baumschule Späth in Ketzin und in der Staudengärtnerei Karl Foerster in Bornim tätig zu werden. Von 1924 bis 1925 absolvierte er ein Wanderjahr in Italien. Sein Studium der Fachrichtung Pflanzenbau an der Lehr- und Forschungsanstalt für Gartenbau (LuFA) in Berlin-Dahlem bis 1927 schloss sich an. Bis 1929 arbeitete er als Gartenbautechniker im Entwurfsbüro L. Späth in Berlin. Nach kurzer Tätigkeit in einer Staudengärtnerei in Freudenstadt war Göritz von 1929 bis 1932 Mitarbeiter im Entwurfsbüro der Arbeitsgemeinschaft Foerster-Mattern-Hammerbacher. Hier zeichnete er insbesondere für die Ausarbeitung von Pflanzplänen verantwortlich.
Göritz war mindestens bis zur Machtergreifung der Nationalsozialisten als Mitglied der KPD und der Roten Hilfe organisierter Kommunist.
1933 wurde Göritz Leitender Obergärtner der Schlossgärtnerei Faber-Castell in Stein bei Nürnberg. Im Folgejahr kehrte er nach Potsdam zurück und wurde ebd. als staatlich diplomierter Garteninspektor, Pächter einer Staudengärtnerei. In den Jahren 1935 bis 1943 betätigte er sich als freischaffender Gartenarchitekt sowie erneut, jedoch als freier Mitarbeiter, bei der Arbeitsgemeinschaft Foerster-Mattern-Hammerbacher. Göritz war Landschaftsanwalt für die Reichsautobahn und bei der Organisation Todt im Einsatz. Von 1943 bis zum Kriegsende absolvierte Göritz seinen Militärdienst als Kraftfahrer bei der Forschungsstaffel der Wehrmacht. Seine Einheit war mit Kartierungs- und Tarnungsaufgaben befasst.
Nach dem Krieg leitete Göritz bis 1948 die Karl Foerster Gartenausführung KG in Bornim. Von 1949 an bis zum Ende seiner beruflichen Tätigkeit wirkte Göritz freiberuflich für öffentliche und private Auftraggeber.
Neben einer Vielzahl an Hausgärten und Grünanlagen an öffentlichen Gebäuden sowie gartendenkmalpflegerischen Arbeiten war er mit landschaftlichen Grundsatzplanungen, Richtlinien und Perspektivplanungen beauftragt. Insbesondere hervorzuheben sind seine Gestaltungen im egapark in Erfurt oder auf der Freundschaftsinsel und im Karl-Foerster-Garten in Potsdam. Ebenfalls zu seinen bekanntesten Arbeiten zählt seine Mitarbeit an der Landschaftsdiagnose der DDR 1950/1952.
Von 1953 bis 1978 war Göritz zudem Vorsitzender des Bezirksfachausschusses Dendrologie und Gartenarchitektur beim Kulturbund der DDR und leitete die Dendrologische Wintertagung jeweils am ersten Wochenende im März. Er war Sachautor zahlreicher einschlägiger Publikationen.

## Würdigung
Gelegentlich wird seine Beteiligung an der landschaftlichen Gestaltung der Reichsautobahn ab 1935 von einigen Politikern kritisiert. Göritz war andererseits der einzige Garten- und Landschaftsarchitekt, dem es gelang, freischaffend in der DDR zu wirken. Er war Mitglied vieler fachlicher Gremien und erhielt eine große Anzahl von Auszeichnungen sowohl in der DDR, als auch nach der Wiedervereinigung durch gesamtdeutsche Verbände.
Der von Göritz angelegte und nach ihm benannte Göritz-Garten in der Bornstedter Eichenallee ist ein ausgewiesenes Gartendenkmal. Weiterhin wurde nach ihm eine Straße der Gartenstadt auf dem Bornstedter Feld in Potsdam benannt.

## Werke (Auswahl)
- Anweisung für Pflanzarbeiten in der Landwirtschaft! 1950
- Blumen im Garten, 1951
- Laubgehölze für Garten und Landschaft, 1957
- Staudenpflanzungen in Sonne und Schatten; 1959
- Nadelgehölze für Garten und Landschaft, 1960
- Blütenstauden, Gräser, Farne, 1982
- Laub- und Nadelgehölze für Garten und Landschaft, 1986